# Uhliská
Uhliská es un municipio del distrito de Levice en la región de Nitra, Eslovaquia, con una población estimada a final del año 2024 de 186 habitantes.
Se encuentra ubicado al este de la región, cerca de los ríos Ipoly y Hron (ambos, afluentes izquierdos del Danubio) y de la frontera con la región de Banská Bystrica.

## Demografía
| Año        | 1994 | 2004    | 2014     | 2024    |
| ---------- | ---- | ------- | -------- | ------- |
| Población  | 247  | 223     | 182      | 186     |
| Diferencia |      | −9,71 % | −18,38 % | +2,19 % |

| Año        | 2023 | 2024    |
| ---------- | ---- | ------- |
| Población  | 197  | 186     |
| Diferencia |      | −5,58 % |